# Valetudinarium

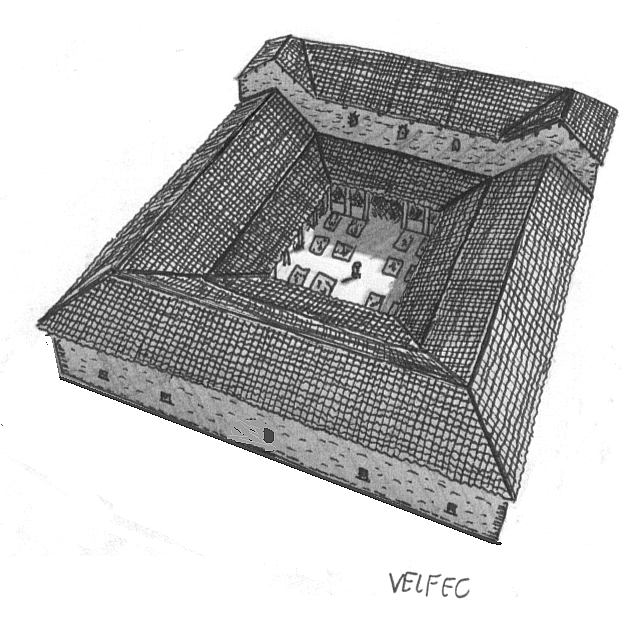
Rekonstruktionsversuch des Lagerhospitals von Kastell Housesteads (Hadrianswall), 2. Jahrhundert n. Chr.

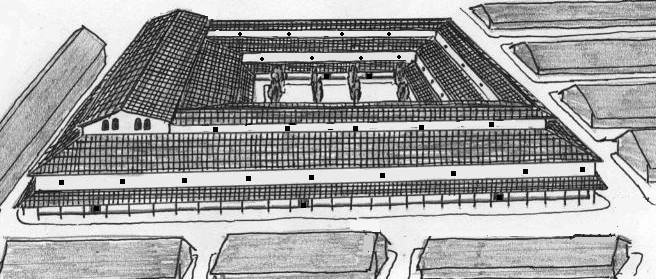
Lagerhospital des Legionslagers Vindobona

Valetudinarium war die lateinische Bezeichnung für einer bestimmten Gruppe von Nutzern vorbehaltene antike Krankenhäuser, insbesondere Lazarette der römischen Armee. Valetudinarien sind durch Ausgrabungen beispielsweise in den Legionslagern Vetera bei Xanten und Novaesium (Neuss) nachgewiesen. Es gab sie ferner auf großen Landgütern (villae rusticae) zur medizinischen Versorgung der dort arbeitenden Sklaven. Öffentliche Krankenhäuser entwickelten sich erst unter dem Einfluss des Christentums in der Spätantike. An dieser Entwicklung hatte das Valetudinarium keinen Anteil.